# Otitesella swezeyi
Otitesella swezeyi är en stekelart som beskrevs av David Timmins Fullaway 1946. 
Otitesella swezeyi ingår i släktet Otitesella och familjen fikonsteklar. Artens utbredningsområde är Guam. Inga underarter finns listade i Catalogue of Life.